# 남궁원
남궁원(南宮遠, 본명: 홍경일, 1934년 8월 1일~2024년 2월 5일)은 대한민국의 배우이다. 경기도 양평군 출신이며 본관은 남양이다. 1955년 연극배우로 데뷔했고 1958년 《그 밤이 다시 오면》으로 영화계에 데뷔하였다. 영화 출세작은 1959년작인 《독립협회와 청년 이승만》이다.

## 생애
1934년 경기도 양평군에서 출생한 그는 서울에서 청소년기를 보내었고, 서울 (중앙고등학교 졸업) 한양공업고등학교를 졸업하였다. 졸업 후 양춘자와 결혼하였으며 연극, 영화, TV 드라마 등 다양한 매체를 통해 연기 활동을 해오고 있다.
1958년 영화 《그 밤이 다시 오면》으로 데뷔한 그는 이듬해 1959년 영화 《독립협회와 청년 이승만》의 조연으로 일약 히트했고, 1965년 영화 《남과북》, 《순교자》등에 연이어 출연하며 배우로 인정받기 시작하였다. 이후로《우뢰매 4탄 썬더V 출동》에 남궁 박사 역을 맡아 대중적으로 알려졌다.
한양대학교 연극영화학과 겸임교수로도 대학에 출강한 바 있으며 현재 디지털서울문화예술대학교 연기예술학과 석좌교수이기도 하다.
2011년에는 SBS 드라마《여인의 향기》에 출연하면서 드라마 연기자로서의 자질 또한 인정을 받았다.
2013년 영화배우로서는 두 번째로 대한민국예술원 회원이 되었다.

## 학력
- 1941년 서울창신초등학교 입학
- 1948년 서울 중앙중학교 입학 (6년제)
- 1954년 한양대학교 화학공학과 입학
- 2014년 한양대학교 화학공학과 명예 졸업

### 비학위 수료
- 2001년 연세대학교 언론대학원 최고위과정 수료

## 경력
- 1958년~현재 영화배우
- 2013년 4월~2015년 1월 제25대 (사)한국영화인총연합회 회장
- 2013년~2024년 대한민국예술원 연극영화무용분과 회원

## 사건·사고와 해당 관련 논란
2005년 남궁원이 명예회장으로 있던 다단계 업체가 의료기 임대사업에 투자하면 투자금의 30%~250%의 배당금을 주겠다고 속여 1년 간 5900명에게 3100억 원의 피해를 입힌 다단계 사기사건이 일어났다. 당시 남궁원은 중국으로 출국한 후 귀국하지 않아 국외 도피로 간주한 경찰이 체포영장을 발부했다. <연합뉴스>
이에 대해 남궁원은 언론사와의 전화 인터뷰를 통해서 "나 역시 피해자"라면서 "홍보해 주는 역할을 하다 보니 내가 직접 관련된 것처럼 많은 오해를 받았는데, 나와 아무런 관련이 없고 법적으로도 다 마무리된 사안"이라고 해명했다.

## 출연작

### 연극
- 1963년 《닥터 지바고》
- 1962년 《부활》
- 1961년 《로미오와 줄리엣》
- 1956년 《아리랑》 ... 최영진 역(주인공)
- 1955년 《표본실의 청개구리》 ... 엑스 군(X 君) 역(주인공)

### 영화
- 2001년 《싸울아비》
- 1999년 《애》 ... 홍 장군 역
- 1998년 《휘파람 부는 여자》
- 1996년 《크레이지 댄스》
- 1995년 《피아노가 있는 겨울》 ... 황 사장 역
- 1995년 《비설》 ... 미애 부 역
- 1994년 《아빠는 보디가드》 ... 현숙 부 역
- 1994년 《대통령의 딸》 ... 대통령 역
- 1993년 《영웅들의 날개짓》
- 1993년 《가슴 달린 남자》 ... 회장 역
- 1992년 《새알각하》(특별출연)
- 1992년 《위험수위》
- 1992년 《소녀경》
- 1992년 《오직 단 한번뿐인 내 인생인데》
- 1992년 《늪속에 불안개는 잠들지 않는다》(특별출연)
- 1992년 《새알각하》(특별출연)
- 1992년 《돈황제》 ... 백 장군 역
- 1991년 《서울의 눈물》 ... 허만수 역
- 1991년 《하얀 비요일》 ... 고 과장 역
- 1990년 《로보트 태권브이 90》 ... 윤 박사 역
- 1989년 《회색 도시 2》 ... 장 형사 역
- 1989년 《못먹어도 고》
- 1988년 《가루지기》
- 1988년 《미리 마리 우리 두리》
- 1988년 《산배암》 ... 우만찬 사장 역
- 1988년 《제2의 성》 ... 형준 역
- 1988년 《합궁》
- 1988년 《업》
- 1988년 《그녀와의 마지막 춤을》
- 1987년 《우뢰매 4탄 썬더V 출동》 ... 남궁 박사 역
- 1987년 《빙해》 ... 성우경 역
- 1987년 《사노》 ... 최승지 역
- 1987년 《도화》
- 1987년 《학창보고서》
- 1987년 《야누스의 불꽃 여자》 ... 신부 역(특별출연)
- 1987년 《물망초》
- 1987년 《연산군》
- 1987년 《여자는 바람 여자는 바람》 ... 최석파 역
- 1986년 《젊은 밤 후회없다》
- 1986년 《내시》
- 1986년 《수렁에서 건진 내 딸 2》
- 1986년 《삼색 스캔들》
- 1986년 《작은 고추》
- 1985년 《J에게》
- 1984년 《아가씨와 사관》
- 1984년 《장남》 ... 큰 사위 역
- 1984년 《수렁에서 건진 내 딸》
- 1983년 《사랑 그리고 이별》
- 1983년 《내가 마지막 본 흥남》 ... 지훈 역
- 1983년 《이상한 관계》(특별출연)
- 1983년 《열아홉살의 가을》
- 1983년 《오마담의 외출》
- 1983년 《스물하나의 비망록》 ... 손창규 역
- 1983년 《적도의 꽃》 ... 중년 남성 역
- 1983년 《사랑할 때와 헤어질 때》(특별출연)
- 1983년 《비련》
- 1983년 《바람 바람 바람》
- 1983년 《외출》
- 1983년 《금지된 사랑》
- 1982년 《암사슴》
- 1982년 《내가 사랑했다》
- 1982년 《산딸기》
- 1982년 《버려진 청춘》
- 1982년 《아벤고 공수군단》 ... 고 중령 역
- 1982년 《집을 나온 여인》
- 1981년 《유부녀》
- 1981년 《자유부인》 ... 삐에르 강 역
- 1981년 《빙점 81》 ... 성민 역
- 1981년 《귀화산장》 ... 한민우 역
- 1980년 《피막》 ... 삼돌 역
- 1980년 《야성의 처녀》
- 1979년 《영녀》 ... 강 박사 역
- 1979년 《나팔수》
- 1979년 《제3한강교》
- 1979년 《맨발의 청춘》
- 1979년 《나녀》
- 1978년 《너의 창에 불이 꺼지고》
- 1978년 《살인나비를 쫓는 여자》
- 1977년 《추하 내사랑》
- 1976년 《독수리전선》
- 1976년 《원산공작》
- 1976년 《유정》
- 1975년 《욕망》
- 1975년 《잔류 첩자》
- 1975년 《내일은 진실》
- 1975년 《아이 러브 마마》
- 1974년 《연풍》
- 1974년 《신설》
- 1974년 《사하린의 하늘과 땅》
- 1974년 《황홀》
- 1974년 《밤에도 뜨는 태양》
- 1974년 《동거인》
- 1974년 《비에 젖은 입술》
- 1974년 《청녀》
- 1974년 《실록 김두한》
- 1973년 《마음은 푸른 하늘》
- 1973년 《늑대들》
- 1973년 《삼일천하》
- 1973년 《하숙 인생》
- 1973년 《종야》
- 1973년 《요화 배정자》
- 1973년 《흑조》
- 1973년 《처녀 사공》
- 1973년 《세노야 세노야》
- 1973년 《서울의 연인》(우정출연)
- 1973년 《방년 18세》
- 1973년 《다정다한》
- 1972년 《밀녀》
- 1972년 《헤어져도 사랑만은》
- 1972년 《멋진 인생》
- 1972년 《사랑하는 아들의 심판》
- 1972년 《가지마오》
- 1972년 《어머니》
- 1972년 《새남터의 북소리》
- 1972년 《화분(꽃가루)》
- 1972년 《충녀》 ... 동식 역
- 1972년 《작별》
- 1971년 《옥합을 깨뜨릴 때》
- 1971년 《케이라스의 황금》
- 1971년 《슬픈 꽃잎이 질 때》
- 1971년 《아름다운 팔도강산》
- 1971년 《독나비》
- 1971년 《두 딸》
- 1971년 《한많은 두 여인》
- 1971년 《전쟁과 인간》
- 1971년 《못잊을 당신》 ... 백영도 역
- 1971년 《쇠사슬을 끊어라》 ... 김철수 역
- 1971년 《화녀》... 동식 역
- 1971년 《첫정》
- 1971년 《떡국》
- 1971년 《행복한 이별》
- 1971년 《명동졸업생》
- 1971년 《열두 여인》
- 1971년 《국제암살단》
- 1971년 《애》
- 1970년 《해변의 정사》
- 1970년 《푸른 침실》
- 1970년 《필녀》
- 1970년 《마의 침실》
- 1970년 《그 여자에게 옷을 입혀라》
- 1970년 《속 벽 속의 여자》
- 1970년 《할아버지는 멋쟁이》
- 1970년 《6인의 난폭자》
- 1970년 《여인의 종착역》
- 1970년 《너와 내가 아픔을 같이 했을 때》
- 1970년 《석양의 하르빈》
- 1970년 《유정검화》
- 1970년 《민비와 마검》
- 1970년 《호피판사》
- 1970년 《임그리워》
- 1970년 《대답해 주세요》
- 1970년 《아빠와 함께 춤을》
- 1970년 《나이프 장》
- 1970년 《눈물의 박달재》
- 1970년 《암흑가의 25시》
- 1970년 《예비군 팔도 사나이》
- 1970년 《첫경험》
- 1970년 《비전》
- 1970년 《천사의 눈물》
- 1970년 《특호실 여자손님》
- 1969년 《극동의 무적자》 ... 강 / 첩보원 HS-7호 역
- 1969년 《제7의 사나이》
- 1969년 《이조 여인잔혹사》
- 1969년 《태자바위》
- 1969년 《생명》 ... 홍 기자 역
- 1969년 《전하 어디로 가시나이까》
- 1969년 《장미의 성》
- 1969년 《오공녀의 한》
- 1969년 《여자가 고백할 때》
- 1969년 《여성상위시대》
- 1969년 《아편꽃》
- 1969년 《석녀》
- 1969년 《새색시》
- 1969년 《나교》
- 1969년 《오인의 사형수》
- 1969년 《만고강산》
- 1969년 《어느 하늘아래서》
- 1969년 《파란 눈의 며느리》
- 1969년 《마법선》
- 1969년 《사랑은 눈물의 씨앗》
- 1969년 《여섯개의 그림자》
- 1969년 《장한몽》
- 1969년 《독신녀》
- 1969년 《아무리 사랑해도》
- 1969년 《암살자》
- 1969년 《독짓는 늙은이》
- 1969년 《벽속의 여자》
- 1969년 《미움보다 정을》
- 1968년 《저 언덕을 넘어서》
- 1968년 《아네모네 마담》
- 1968년 《금수강산》
- 1968년 《심판》
- 1968년 《정든 님》
- 1968년 《그 날이 올 때까지》
- 1968년 《아리랑》... 현구 역
- 1968년 《절망은 없다》
- 1968년 《일식》
- 1968년 《여로》
- 1968년 《심야의 비명》
- 1968년 《성난 대지》
- 1968년 《밤은 무서워》
- 1968년 《내시》
- 1968년 《괴담》
- 1968년 《모정의 비밀》
- 1968년 《똘똘이의 모험》
- 1968년 《내가 반역자냐》
- 1968년 《절벽》
- 1968년 《대검객》
- 1968년 《흑화》
- 1968년 《여자의 일생》
- 1968년 《삼현육각》
- 1968년 《암굴왕》
- 1968년 《악마의 초대》
- 1967년 《육체의 길》
- 1967년 《한》 ... 3장 역
- 1967년 《하얀 까마귀》
- 1967년 《풍운의 검객》
- 1967년 《풍운삼국지》
- 1967년 《어느 기생며느리》
- 1967년 《애수》
- 1967년 《밀어》
- 1967년 《만선》
- 1967년 《두 나그네》
- 1967년 《돌무지》
- 1967년 《남남서로 직행하라》
- 1967년 《외롭지 않다》
- 1967년 《삼각의 공포》
- 1967년 《66번가의 혈연》
- 1967년 《지명수배》
- 1967년 《비련》
- 1967년 《우주괴인 왕마귀》
- 1967년 《빛과 그림자》
- 1967년 《형수》
- 1967년 《황혼의 검객》
- 1967년 《지상에서 영으로》
- 1966년 《한많은 대동강》
- 1966년 《한많은 석이 엄마》
- 1966년 《8240 K.L.O》
- 1966년 《숙부인》
- 1966년 《간첩작전》
- 1966년 《나도 할 말이 있다》
- 1966년 《살인 수첩》
- 1966년 《오복문》
- 1966년 《최후전선 백팔십리》
- 1966년 《무적자》
- 1966년 《마지막 윤후 왕비》
- 1966년 《대탈출》
- 1966년 《오해가 남긴 것》
- 1966년 《일지매 필사의 검》
- 1966년 《가시내선생》
- 1966년 《순간은 영원히》
- 1966년 《영등포의 밤》
- 1966년 《친정어머니》
- 1966년 《여정》
- 1966년 《국제금괴사건》
- 1966년 《대폭군》
- 1965년 《이 여자를 보라》
- 1965년 《살인마》
- 1965년 《죽도록 보고 싶어》
- 1965년 《비무장지대》
- 1965년 《어떤 정사》
- 1965년 《나루터 처녀》
- 1965년 《만가》
- 1965년 《밤은 말이 없다》
- 1965년 《국제간첩》
- 1965년 《순교자》
- 1965년 《육체의 문》
- 1965년 《특전대》
- 1965년 《큰 사위 작은 사위》
- 1965년 《청일전쟁과 여걸 만비》
- 1965년 《청산별곡》
- 1965년 《제3의 운명》
- 1965년 《여자가 더 좋아》
- 1965년 《아빠 돌아와요》
- 1965년 《사르빈강에 노을이 진다》
- 1965년 《함흥차사》
- 1965년 《모녀비곡》
- 1965년 《나도 연애할 수 있다》
- 1965년 《대석굴암》
- 1965년 《마포사는 황부자》
- 1965년 《나그네 밤거리》
- 1965년 《여간첩 에리샤》
- 1965년 《남과 북》
- 1964년 《빨간 마후라》
- 1964년 《명동에 밤이 오면》
- 1964년 《검은 상처의 부루스》
- 1964년 《님은 가시고 노래만 남어》
- 1964년 《필사의 추적》
- 1964년 《달기》
- 1963년 《며느리의 비밀》
- 1963년 《쌀》
- 1962년 《가족회의》
- 1962년 《원한의 일월도》
- 1962년 《검풍연풍》
- 1962년 《불러도 대답없는 이름이여》
- 1962년 《폭군연산: 복수,쾌거편》
- 1962년 《특등신부와 삼등신랑》
- 1961년 《한국의 비극》
- 1961년 《연산군: 장한사모편》
- 1960년 《옥빈공주와 활빈당》
- 1960년 《이 생명 다하도록》
- 1960년 《로맨스 빠빠》 ... 큰 아들 어진 역
- 1960년 《사랑의 역사》
- 1960년 《제멋대로》
- 1959년 《고개를 넘으면》
- 1959년 《춘희》
- 1959년 《비오는 날의 오후 3시》
- 1959년 《자매의 화원》
- 1959년 《독립협회와 청년 이승만》
- 1958년 《그 밤이 다시 오면》

### 드라마
- 2011년 SBS 《여인의 향기》... 임중희 역

### 광고
- 2002년 삼성증권
- 2000년 삼양바이오팜 류마스탑
- 1994년 금강제화 상품권
- 1994년 한독 펄칼크
- 1993년 SK케미칼 기넥신
- 1991년~1992년 유한양행 맥생
- 1991년 아식스
- 1989년 안국약품 포엘
- 1987년 광동제약 썬키스트 훼미리쥬스
- 1983년~1987년 삼성물산 갤럭시
- 1982년~1987년 일동제약 아로나민 골드
- 1981년 LF 남성복
- 1976년 삼성물산 골덴텍스
- 1972년 유한양행 비네몬500
- 1971년 아모레퍼시픽 바이스터스킨

## 가족 관계
- 할아버지: 홍만호
- 배우자: 양춘자(1941년~)
  - 장녀: 홍성아(1968년~)
  - 장남: 홍정욱(1970년 3월 14일~)
    - 며느리: 손정희(1974년~)
      - 첫째 손녀: 홍지승(2000년~)
      - 둘째 손녀: 홍지수(2003년~)
      - 셋째 손자: 홍의승(2006년~)

  - 차녀: 홍나리(1972년~)

## 수상 경력
- 1966년 제9회 부일영화상 남우조연상《순교자》
- 1970년 제7회 청룡영화상 인기스타상
- 1970년 제5회 백상예술대상 영화부문 애독자인기상
- 1970년 제16회 아시아영화제 남우조연상《여섯개의 그림자》
- 1971년 제17회 아시아영화제 남우주연상《전쟁과 인간》
- 1971년 제8회 청룡영화상 인기상
- 1971년 제14회 부일영화상 남우주연상 《필녀》
- 1971년 제7회 백상예술대상 영화부문 인기상
- 1971년 제8회 청룡영화상 인기스타상
- 1972년 제5회 스페인 시체스환상공포영화제 인기상《충녀》
- 1972년 제8회 백상예술대상 영화부문 인기상
- 1973년 제12회 대종상 남우주연상《다정다한》
- 1973년 백상예술대상 영화부문 연기상《충녀》
- 1973년 제9회 백상예술대상 영화부문 인기상
- 1974년 제10회 백상예술대상 영화부문 인기상
- 1975년 제11회 백상예술대상 영화부문 인기상
- 1981년 제20회 대종상 남우주연상《피막》
- 1984년 유공영화인 연기상
- 1993년 서울특별시문화상
- 2004년 프랑스 에르메스 공로상
- 2015년 제5회 신영균문화예술상 아름다운 예술인상 공로예술인상
- 2016년 제7회 대한민국 대중문화예술상 은관문화훈장

## 이외 이력
- 신민주공화당 문화예술행정특보위원(1988년 12월~1989년 1월)
- 한양대학교 연극영화학과 겸임교수(1996년~1997년)
- 자유민주연합 문화예술행정특임위원(2000년 12월~2001년 1월)
- 서울디지털대학교 문화컨텐츠학과 석좌교수(2002년 2월)
- 디지털서울문화예술대학교 연기예술학과 석좌교수(2009년 2월)
- 동아방송예술대학교 방송연기학과 석좌교수(2009년 8월)